# Кислянська сільська рада (Цілинний район)
Кисля́нська сільська рада (рос. Кислянский сельский совет) — сільське поселення у складі Цілинного району Курганської області Росії.
Адміністративний центр — село Кислянка.
Населення сільського поселення становить 1203 особи (2017; 1510 у 2010, 2171 у 2002).

## Склад
До складу сільського поселення входять:
| Населений пункт      | Населення, осіб (2002) | Населення, осіб (2010) |
| -------------------- | ---------------------- | ---------------------- |
| Білозерки, присілок  | 148                    | 118                    |
| Кислянка, село       | 1142                   | 841                    |
| Кременевка, присілок | 202                    | 88                     |
| Мануйлово, присілок  | 124                    | 82                     |
| Моїсеєвка, присілок  | 99                     | 45                     |
| Ніколаєвка, присілок | 136                    | 84                     |
| Патраніно, присілок  | 232                    | 167                    |
| Первомайка, присілок | 88                     | 85                     |